# ALMIGHTY〜仮面の約束
「ALMIGHTY〜仮面の約束」（オールマイティー かめんのやくそく）は、日本のバンド・東京スカパラダイスオーケストラの楽曲。2020年12月23日に46枚目のシングルとしてcutting edgeより発売された。ゲストボーカルは、[Alexandros]の川上洋平。

## 概要
- 前作『倒れないドミノ』から約8ヶ月振りのリリース[注 1]。
- 本作はCD+DVD盤（主題歌/エンディングテーマ）、通常盤、CD+玩具盤+DVD盤、CD+玩具盤の全5形態で発売。
- 表題曲「ALMIGHTY〜仮面の約束 feat.川上洋平」は、テレビ朝日系ドラマ『仮面ライダーセイバー』の主題歌として制作された[5][注 2]。
  - 川上洋平（[Alexandros]）がゲストボーカルを担当[5]。
  - 本曲への参加について川上は、「僕にとっては（「仮面ライダー」と「東京スカパラダイスオーケストラ」が）どっちもヒーローなので正月と盆が一緒にきたような気持ちです。嬉しくてたまらないです」とコメントした[5]。
  - 自身が英語訳詞を担当した歌詞について川上は、「これから未来を書き換えていく子どもたちに向けた歌詞です」「この歌を子どもたちに大きな声で歌って貰えたらこんなに幸せなことはないです」とコメントした[5]。
  - 新型コロナウイルス「COVID-19」の影響による外出自粛期間中に歌詞が制作された[6]。
  - 作詞を担当した谷中敦は、「メンバーにも友達にも家族にも会えない中で、人と人をつなぐ絆というのはどういうものなんだろうと考えたときに、それは“思い”だったんです。遠く離れていても人と人をつなぐ“約束”であったり、作家が孤独の中で書いた本を手にしたときに感じる時間を超えた“思い”とか。人の思いが時空を超えるということを感じてもらえればうれしいです」とコメントした[6]。
  - 作曲を担当した川上つよしは、「元気で明るいだけじゃなく、困難に立ち向かうときに勇気を与えられるようなイメージで作りました」とコメントした[6]。
- カップリングの「仮面ライダーセイバー」は、上述のドラマ『仮面ライダーセイバー』のエンディングテーマである[6]。
  - 仮面ライダーシリーズでエンディングテーマが制作されるのは、2005年に放送された『仮面ライダー響鬼』以来約15年振りとなる[6]。
  - 作詞を担当した谷中曰く、同曲の歌詞は"変身"をテーマに制作された[6]。
  - 作曲を担当した加藤隆志は、「この曲は仮面ライダーセイバーの変身音から始まるんですけど、変身後に戦うシーンをイメージしながら作りました」とコメントした[6]。
  - 劇中で放送される同曲の振り付けは、欅坂46（現：櫻坂46）や日向坂46などを手掛けるダンサーのTAKAHIROが担当[5]。「視聴者の方にどう感じてもらうのが良いか、様々な可能性を監督やスタッフの方々と思索しました。そして『ライダーってすごい！』を目指しました」とコメントした[5]。
- CD+玩具盤+DVD盤には、『DXライオン戦記ワンダーライドブック』の本作カップリング「仮面ライダーセイバー」の音源が入ったバージョンを付属[4]。
- CD+玩具盤には、『DXブレイブドラゴンワンダーライドブック』の表題曲「ALMIGHTY〜仮面の約束 feat.川上洋平」の音源が入ったバージョンを付属[4]。
- CD+DVD盤（主題歌/エンディングテーマ）、CD+玩具盤+DVD盤の3形態には特典DVDが付属。詳細は本項#特典DVDを参照。

## 収録曲

### CD

#### 通常盤
1. ALMIGHTY〜仮面の約束 feat.川上洋平 - [4:07]
作詞：谷中敦
英語訳詞：川上洋平
作曲：川上つよし
編曲：東京スカパラダイスオーケストラ
  - テレビ朝日系ドラマ『仮面ライダーセイバー』主題歌
  - ゲストボーカルは、[Alexandros]の川上洋平。
2. 仮面ライダーセイバー - [3:02]
作詞：谷中敦
作曲：加藤隆志
編曲：東京スカパラダイスオーケストラ
  - テレビ朝日系ドラマ『仮面ライダーセイバー』エンディングテーマ
  - ボーカルは、ドラムの茂木欣一。
3. ALMIGHTY〜仮面の約束 feat.川上洋平 (TV size)
4. 仮面ライダーセイバー (TV size)

#### CD+DVD盤（主題歌MV）
1. ALMIGHTY〜仮面の約束 feat.川上洋平
2. 仮面ライダーセイバー
3. ALMIGHTY〜仮面の約束 feat. 川上洋平 (Instrumental)

#### CD+DVD盤（エンディングテーマMV）
1. ALMIGHTY〜仮面の約束 feat.川上洋平
2. 仮面ライダーセイバー
3. 仮面ライダーセイバー (Instrumental)

#### CD+玩具+DVD盤
1. ALMIGHTY〜仮面の約束 feat.川上洋平
2. 仮面ライダーセイバー
3. 仮面ライダーセイバー (TV size)

#### CD+玩具盤
1. ALMIGHTY〜仮面の約束 feat.川上洋平
2. 仮面ライダーセイバー
3. ALMIGHTY〜仮面の約束 feat.川上洋平 (TV size)

### 特典DVD

#### CD+DVD盤（主題歌MV）
1. ALMIGHTY〜仮面の約束 feat.川上洋平 (Music Video)

#### CD+DVD盤（エンディングテーマMV）
1. 仮面ライダーセイバー (Music Video)

#### CD+玩具+DVD盤
1. 仮面ライダーセイバー (Music Video)《外伝》
  - CD+DVD盤（エンディングテーマMV）収録のMVのアナザーバージョン

## 収録アルバム
- 『SKA=ALMIGHTY』 (#1, #2)
- 『S.O.S. [Share One Sorrow]』 (#1, #2) - ライブツアー『東京スカパラダイスオーケストラ TOUR 2021「Together Again!」』の音源。
- 『NO BORDER HITS 2025→2001 〜ベスト・オブ・東京スカパラダイスオーケストラ〜』 (#1)